# Ширяева, Раиса Ильинична
Раиса Ильинична Ширяева (18 марта 1931, Строгино — 4 мая 2008, Москва) — советская спортсменка и тренер, чемпионка СССР по академической гребле (1958). Мастер спорта СССР (1958). Заслуженный тренер СССР (1976).

## Биография
Родилась 18 марта 1931 года в деревне Строгино Кунцевского района Московской области (с 1960 года в черте города Москва).
Начала заниматься академической греблей в возрасте 17 лет на водно-спортивной станции «Стрелка» у Татьяны Морарь. В дальнейшем тренировалась под руководством Петра Пахомова и Василия Багрецова. Наиболее значимых результатов добивалась в 1955—1960 годах, в 1958 году становилась чемпионкой СССР в классе одиночек и участвовала в чемпионате Европы в Познани, где заняла четвёртое место.
Окончила Высшую школу тренеров при ГЦОЛИФКе имени Сталина. С 1959 по 1986 год занималась тренерской деятельностью в ДСО «Труд», в разные годы работала с несколькими гребцами международного уровня, среди которых призёр чемпионатов мира Владимир Васильев, чемпион Европы Борис Веселов, чемпион мира среди юношей Павел Панков.
Умерла 4 мая 2008 года в Москве. Похоронена на Троице-Лыковском кладбище.